# Аданак
Адана́к (кум. Аданакъ) — село в Карабудахкентском районе Республики Дагестан. 
Образует муниципальное образование село Аданак со статусом сельского поселения как единственный населённый пункт в его составе. Рядом с селом располагается одноимённый горный военный полигон Каспийской флотилии ВМФ России.

## Географическое положение
Село расположено на правом берегу реки Параулозень, в 9 км к северо-западу от районного центра села Карабудахкент.

## История
Село основано в 1916 году как отсёлок селения Доргели.

## Население
| 1926  | 1939  | 1959  | 1970  | 1989  | 2002  | 2010  |
| ----- | ----- | ----- | ----- | ----- | ----- | ----- |
| 19    | ↗353  | ↗596  | ↗768  | ↗841  | ↗1204 | ↗1464 |
| 2012  | 2013  | 2014  | 2015  | 2016  | 2017  | 2018  |
| ↗1511 | ↗1540 | ↗1546 | ↗1573 | ↗1580 | ↗1604 | ↗1635 |
| 2019  | 2020  | 2021  | 2023  | 2024  | 2025  |       |
| ↗1672 | ↗1701 | ↗1836 | ↗1865 | ↗1899 | ↗1914 |       |

Национальный состав
По данным Всероссийской переписи населения 2021 года:
| №        | Национальность | Численность, чел. | Доля    |
| -------- | -------------- | ----------------- | ------- |
| 1        | кумыки         | 1 785             | 97,22 % |
| 1.000001 | не указавшие   | 44                | 2,39 %  |
| 1.000002 | прочие         | 7                 | 0,38 %  |
| 1.000003 | всего          | 1 836             | 100 %   |